# 李老师不是你老师
李老師不是你老師（1992年5月21日—），簡稱李老師，本名李穎，安徽阜陽人，画师、写手、網絡社交媒體博主以及“教师”，中华人民共和国持不同政见者；其X主账号、YouTube频道頭像與個人網站圖標為其手繪的一隻虎斑貓。因报道和声援白纸运动而爆红。截至2025年8月18日，其X大號关注者數量达208.1萬，小號關注者數量達24.3萬，YouTube频道關注者數量達28.3萬。

## 經歷

### 成名前
李的祖父是国民革命軍军医、军官，曾赴缅甸参战，因这一身份在毛澤東时代被批為“反革命分子”，舉家前往南方躲避迫害。父親在“文化大革命”後期，又因工農子弟兵的身份得進入大學進修，成為一名美術教師。“李老師”稱父親的這段經歷，也讓他清楚知曉所謂“站到政治錯誤的一邊”是什麽感覺。“李老師”自稱，他早期是一名支持中国共产党的“小粉紅”，但于外網知曉了浦志强等人權律師的遭遇后，他的政治觀點逐漸改變。19歲時，他在山東濟南舉辦了一場名為“馬戲團的畢加索”個人畫展，為“對這個荒謬社會的諷刺”。2015年起在意大利米蘭居住、学习。
《麻省理工科技評論》報道稱，“李老師”在2021年開始關注中華人民共和國的社會問題，接受網友的現場資訊投稿，並在網絡社交媒體平臺微博傳播資訊。因當局言論限制，至2022年2月份，他已有49个微博賬號陆续被禁，但支持者鼓勵並提供自己的電話號碼好讓他繼續注冊賬號。
2022年4月份，他將主要傳播平臺轉移至推特。其網名的由來是因為他家鄉的方言中「你」和「李」發音相近，而Twitter用戶名 "whyyoutouzhele" 則是諷刺趙立堅在2019冠状病毒病疫情期間「偷着樂」的言論。

### 白纸运动
鄭州富士康抗議爆發后，也即白纸运动大規模爆發前夕，他的推特賬戶因負責接受並傳播現場訊息，故成為中国大陆抗議活動網路信息的集結地，許多用戶匿名投稿請求他能夠將資訊傳播，並在白纸运动爆發後一週内收穫60萬關注，“李老師”的收發資訊隨後引起國際關注到這場被視為中國境內在一個世代裏最大規模的示威運動，進而成為國際媒體援引的一手來源，被視作是单人新闻放送部及为防火长城内外传播中国境内示威情况的关键信源。在德国之声的采訪中，他說道：
[...] 真正偉大的人是敢於站出來，敢於站在街上的這些人。我真正有用的地方其實在於我記錄下來這件事，並且可以讓更多外边的人可以看到中國真正發生的事情。如果說我偉大的話，我並不覺得是這樣。我只是一個記錄者，恰巧被歷史選中了吧。——李老師不是你老師，于德國之聲的采訪
据統計，他曾单日接收来自中国的一手资讯达过千份。“李老師”也承認因專業水平有限而不能百分百確定資訊的真實性，他嘗試通过对一件事情不同影片的交叉比對来檢驗真实性。他傳播的影片吸引更多中國國内民衆關注此運動；据纽约时报報道，有上海前記者因看到他傳播上海烏魯木齊中路抗議的現場影片，進而參與翌日的游行示威。

### 政府打压
他稱由於其傳播敏感内容，其家人也受到來自政府的壓力，如有公安局的警務人員前去居所檢查等。他在中国的所有银行账号、支付方式以及游戏账户都被冻结。他在米蘭期間，與他合作的公司收到了来自中国大使馆的一封信後就不再與其合作，這使得“李老師”沒了收入。“李老師”本人也曾表示受到過死亡威脅，一名男子曾闯入他的住所，李在米蘭定居期間仍遭中方緊盯、騷擾，更因此一年之內搬了四次家。此前經網絡測驗亦顯示患有重度抑鬱疾患，在身心方面遭受壓力。
“李老師”于推特發表不自殺聲明，已將本人照片交付給一位CNN電臺記者，如果有任何“意外”發生，將會作為遺像公佈。
自2023年年底以来，“李老师”表示压力进一步加大，在发布中国警方审讯帖子后不久，大量匿名账户开始向他的收件箱和评论帖子发送垃圾信息，亦给其父母发送粗俗漫画和色情内容。近期，“李老师”表示，他收到了恐怖电影中的恐怖画面以及虐猫的照片和视频。近日，这些消息变得愈发频繁，每隔数分钟就会有一条出现在他的收件箱中。“李老师”表示，关于他和他父母的个人信息，包括他们的照片，已被发布在一个由匿名X账户推广的网站上，并称这是一次“心理攻击”，目的是磨灭他的精神。
2024年2月25日，“李老师”根据投稿反馈，发布紧急通知，怀疑中国当局正在逐个排查他的160万粉丝，其一旦确认用户为中国用户，便通知当地警方将其约谈。此事件导致“李老师”关注者大幅下降，並波及了其他异见人士的账号。

### 发行加密货币
2024年12月18日，“李老师”在Solana区块链平台上发布了迷因币“$LI”，称将以此帮助团队持续运营，以及发展海外中文文化社群。 分配架构方面，李老师在发行时购买了25.8%的加密币，其中19.5%归基金会所有，团队成员的4%和李老师个人的2%供自由使用。至12月19日，加密币的总市值超过了1000万美元，并在同月20号11点21分下跌至大约400万美元。
2024年12月21日，李老师接受了YouTube博主王志安的采访。他在采访中解释了发币的初衷：
1. 筹集运营YouTube频道和Twitter账号的资金，覆盖运营团队的薪资报酬。
2. 希望利用筹得资金扶持其他新成立的YouTube频道，由自己的团队提供技术支持。

对于这一举动，批评者认为李老师把反共當做生意、割韭菜，支持者认为青年反抗社群資金不足的情況需要改變。造成正反双方激烈辩论的状况一定程度也是因为迷因币与比特币之类的加密货币相比，其引发的争议更多。

### 社会活动
2025年1月12日，由于“星星回家计划“的原WPS文档被关闭，李老师社区在谷歌文档中重启了“星星回家计划”，收集全国亲朋被骗缅甸的概况。
2025年2月2日，李老师社区发起“611Study.icu”项目。“611 icu”是指“早6点上学，晚11点放学，生病 ICU”。受到强制要求的学生群体可以在此网站中填写超时学习学校登记问卷。社区以更新全国超时学习学校耻辱名单等方式向中国大陆的学校和政府部门施压。社区希望通过此项目，帮助中国学生们摆脱这种连监狱都不如的作息时间。在項目發起後, 中國各地如杭州、鄭州、泉州、深圳等地方有部份學校通知延後開學, 被部份人認為與該項目有關。
2025年2月6日，李老师被美国众议院中共问题特设委员会首席民主党议员拉贾·克里希纳莫提和委员会主席约翰·穆勒纳尔提名为诺贝尔和平奖候选人。
2025年3月1日，李老师社区发起“牛马.icu”项目，该项目旨在通過收集超时工作公司問卷來揭露国内对劳工的剥削行为，呼吁终结996等不合理工作制度。
2025年7月10日，李老师社区发起“自由散步”匿名摄影征集活动，鼓励公众拍摄含有“自由”字样的标语、涂鸦等画面，并通过地图标记分享，旨在记录和传播自由的象征，网站同时提供去除元数据、延迟发布等安全措施。

## 评價

### 正面评价
自由亚洲电台曾引用评论称他“以一己之力完胜世界各大媒体”。
现居海外的华人网络红人“多伦多方脸”认为，“李老师”的X账号已经成为中国大陆新闻散发的重要来源，在X的简中社群上发挥着难以替代的作用。
《紐約時報》记者袁莉在专栏中提到，有异议人士根据其通过社交媒体影响公众舆论的方式将其与已故俄国异议人士纳瓦利内相比。
据BBC采访，一位观察人士认为，“李老师”已经成为人们发送信息的聚合者，这让中国大陆当局感到非常害怕，“他拥有一种过去别人从未拥有过的权力”。

### 负面评价
方舟子質疑其網絡賬號在“短時間内的爆發性增長”以及“高頻的推文數量”（方氏統計他一日内發佈399條推文，平均三四分鐘一條），認為這是“有幕後團隊操作”的體現。 後來“李老師”表示當時自己並沒有任何團隊，但因投稿的數量日漸增多後來已成立了自己的團隊。
《华尔街日报》的卢申（音译）在文章中写道，其对于各类“事件”其賬號提供實時的抗議消息而備受關注，虽然发布前尽力交叉核实影像等资料，但无后续差错纠正、澄清等举措，因此，可能仅会将受众引入对中国政府的负面看法。